# Грушко Василь Семенович
Грушко Василь Семенович (15 вересня 1923, с. Веселий Поділ Урицького району (зараз Сарикольський район), Костанайська область, Казахстан — 3 лютого 1979, м. Тараз) — учасник Радянсько-німецької війни, стрілець-розвідник взводу пішої розвідки 212-го гвардійського стрілецького полку 75-ї гвардійської стрілецької дивізії 30-го стрілецького корпусу 60-ї Армії Центрального фронту, Герой Радянського Союзу (17.10.1943), гвардії червоноармієць.

## Біографія
Народився 15 вересня 1923 року в с. Веселий Поділ Урицького району (зараз Сарикольський район), Костанайська область, Казахстан. Закінчив 7 класів школи, працював у колгоспі.
В Червоній Армії з 1942 року. У квітні 1943 року червоноармієць Грушко став розвідником взводу пішої розвідки 212-го гвардійського стрілецького полку 75-ї гвардійської стрілецької дивізії.
Свою першу нагороду, медаль «За відвагу», Грушко отримав за участь у Курській битві, за дії на берегах річки Нежівка в Орловській області. В нагородному листі командир 212-го гвардійського стрілецького полку гвардії полковник Борисов М. С. написав, що 4 серпня 1943 року Грушко разом з групою бійців проводив розвідку місця форсування річки для наступу. Діяв рішуче і хоробро. Переправившися через річку, бійці вийшли у тил противника, розвідали його розташування, а потім, разом з наступаючою піхотою, вдарили в тил ворога, давши можливість успішно форсувати річку.
Особливо відзначився В. С. Грушко при форсуванні річки Дніпро північніше Києва восени 1943 року, у боях при захопленні та утриманні плацдарму на правому березі Дніпра в районі сіл Глібівка та Ясногородка (Вишгородський район Київської області). В ніч з 22 на 23 вересня 1943 року Грушко у складі розвідгрупи гвардії лейтенанта Полякова В. Х. переправився через Дніпро в районі сіл Козаровичі — Глібівка. Розвідгрупа здобула цінні відомості про розташування противника в місці форсування Дніпра частинами 75-ї гвардійської стрілецької дивізії. В наступних боях на плацдармі проявив мужність і героїзм.
Указом Президії Верховної Ради СРСР від 17 жовтня 1943 року за мужність і героїзм проявлені при форсуванні Дніпра і утриманні плацдарму гвардії червоноармійцю Грушку Василю Семеновичу присвоєне звання Героя Радянського Союзу з врученням ордена Леніна і медалі «Золота Зірка».
В 1944 році Грушко був тяжко поранений і демобілізований.
Після лікування і повернення до Казахстану працював старшим агрономом Джамбульської обласної станції захисту рослин (за іншими даними — начальником станції).
Помер 3 лютого 1979 року. Похований на міському кладовищі м. Тараз.

## Нагороди
- медаль «Золота Зірка» № 1554 Героя Радянського Союзу (17 жовтня 1943)
- Орден Леніна
- Медаль «За відвагу»
- Медалі

## Пам'ять
- Ім'я Героя носить одна з вулиць м. Тараз.
- В м. Тараз на будинку 27 по вул. Айтиєва, де жив Герой, встановлено меморіальну дошку.